# Organización territorial de Osetia del Norte-Alania
La República de Osetia del Norte-Alania se divide administrativamente en ocho distritos y una ciudad, Vladikavkaz, que es la capital de la república.

## División administrativa
- Ciudades y localidades bajo jurisdicción de la república:
  - Vladikavkaz (Владикавказ) (capital)
    - Distritos de la ciudad:
      - Iristonsky (Иристонский)
      - Promyshlenny (Промышленный)
        - Asentamientos de tipo urbano bajo jurisdicción municipal:
          - Zavodskoy (Заводской)

      - Severo-Zapadny (Северо-Западный)
      - Zaterechny (Затеречный)
- Distritos:
  - Alagirsky (Алагирский)
    - Pueblos bajo jurisdicción del distrito:
      - Alaguir (Алагир)

    - con 20 okrugs rurales bajo jurisdicción del distrito.

  - Ardonsky (Ардонский)
    - Pueblos bajo jurisdicción del distrito:
      - Ardón (Ардон)

    - con 8 okrugs rurales bajo jurisdicción del distrito.

  - Digorsky (Дигорский)
    - Pueblos bajo jurisdicción del distrito:
      - Digora (Дигора)

    - con 5 okrugs rurales bajo jurisdicción del distrito.

  - Irafsky (Ирафский)
    - con 14 okrugs rurales bajo jurisdicción del distrito.

  - Kirovsky (Кировский)
    - con 7 okrugs rurales bajo jurisdicción del distrito.

  - Mozdoksky (Моздокский)
    - Pueblos bajo jurisdicción del distrito:
      - Mozdok (Моздок)

    - con 17 okrugs rurales bajo jurisdicción del distrito.

  - Pravoberezhny (Правобережный)
    - Pueblos bajo jurisdicción del distrito:
      - Beslán (Беслан)

    - con 10 okrugs rurales bajo jurisdicción del distrito.

  - Prigorodny (Пригородный)
    - con 19 okrugs rurales bajo jurisdicción del distrito.

## Municipios de Osetia del Norte
| Distrito      | Centro administrativo | Área km² (en miles) | Población (en miles) | Densidad hab/km² |
| ------------- | --------------------- | ------------------- | -------------------- | ---------------- |
| Alagirsky     | Alaguir               | 2,01                | 36,6                 | 18,2             |
| Ardonsky      | Ardón                 | 0,37                | 27,9                 | 77,5             |
| Digorsky      | Digorá                | 0,64                | 20,4                 | 31,9             |
| Irafsky       | Chikola               | 1,37                | 15,4                 | 11,2             |
| Kirovsky      | Elkhotovo             | 0,36                | 26,9                 | 74,7             |
| Mozdoksky     | Mozdok                | 1,08                | 87,6                 | 81,1             |
| Pravoberezhny | Beslán                | 0,38                | 55,6                 | 146,3            |
| Prigorodny    | Oktyabrskoye          | 1,46                | 102,3                | 70,0             |